# أغجلر
هي مدينة صغيرة تقع في شمال العراق في اقليم كردستان العراق، وهي أحد نواحي قضاء جمجمال وتقع على بعد 70 كيلو مترا عن مدينة السلمانية، ومن أهم القرى التابعة لها ( موتليجة، تة وة كة ل، جنار توو، شيخ بالولن، دالوا , قلا جوخا، كة ركة ر، كاني
سبيلكة، كوبتة بة، سؤتكة , نايلة، قسرؤك , كاني بؤكة نة، كة ورة دي ) وتضم أكثر من 62 قرية حكمت من قبل العثمانيين وسميت من قبلهم وتعني الغابة دمرت بالكامل في سنة 1987، من قبل القوات العراقية ابان حكم حزب البعث وبنيت من جديد سنة 1993 ويسكنها حاليا حوالي أكثر من 2500 نسمة.
وتعد قرية كوبتبة التابعة لها من الأماكن السياحية في هذه المنطقة ومن أهم الأبنية الموجودة في هذه المدينة (دائرة النفوس والجنسية)، وتحتوي على أربعة مدارس؛ مدرستان ابتدائية، ومتوسطة وإعدادية إلى الصف السادس أدبي والخامس الأدبي وكذلك تحوي ملعبين أحدهما كبير والاخر خماسي ويوجد فيها أربعة مساجد وتعد أهم معبر للعبور من مدينة السليمانية إلى اربيل من خلال مدينة كوية ويمر من أحد القرى فيها أهم روافد نهر دجلة الاتي من بحيرة دوكان.